# Вилдер Картагена
Вилдер Картагена (шп. Wilder José Cartagena Mendoza; 23. септембар 1994) перуански је професионални фудбалер и репрезентативац.

## Каријера
Картагена је играо за први тим Алијансе из Лиме од јануара 2012. године. Убрзо је дебитовао у првенству на утакмици против Леон де Уанка. Био је стартер и у гостујућој утакмици против Хуан Аурича.
Након серије добрих игара са клубом Универсидад Сан Мартин, зарадио је позив да игра национални тим, заменивши повређеног Бето да Силву. Од 2018. игра у мексичкој лиги за Веракруз. 

## Репрезентација
За перуанску репрезентацију је дебитовао 2017. године. Године 2018. био је део репрезентације која је наступала на Светском првенству у Русији. До јула 2018. одиграо је четири меча за репрезентацију.

## Статистика каријере

### Репрезентативна
Статистика до 12. јула 2018.
| Тим    | Год.   | Наступи | Голови |
| ------ | ------ | ------- | ------ |
| Перу   | 2017   | 2       | 0      |
| Перу   | 2018   | 2       | 0      |
| Укупно | Укупно | 4       | 0      |